# Хурба (село)
Хурба́ — село в Комсомольском районе Хабаровского края. Административный центр и единственный населённый пункт сельского поселения «Село Хурба». Сельское поселение расположено в 25 км к югу от Комсомольска-на-Амуре.

## История
В древности на месте нынешнего села находилось нанайское стойбище Ущу. Ориентировочно село Хурба возникло в этой местности в 1912 году. Официальной датой образования села является 1937 год. Лесопункт организованный в селе в 1943 году заготавливал лес для строительства города Комсомольска-на-Амуре. В 1949 году построен узел железной дороги. В 1950-е годы в селе дислоцировались воинские части. В 1976 году на месте бывшего военного аэродрома было окончено строительство аэропорта гражданской авиации. Выгодное положение, наличие производственной базы, аэропорта, воинских частей благоприятно повлияли на развитие самого крупного поселения Комсомольского района.
В 2001 году котельная сельского поселения переведена на природный газ. В настоящее время проводится газификация всего жилищного фонда, кроме частного сектора.

## Население
Население в 2009 году — 6121 человек.
| 5299 | 5704 |

| 1979  | 1992  | 2002  | 2010  | 2011  | 2012  | 2013  |
| ----- | ----- | ----- | ----- | ----- | ----- | ----- |
| 5299  | ↗7600 | ↘5704 | ↗5957 | ↗6003 | ↗6300 | ↗6368 |
| 2014  | 2015  | 2016  | 2017  | 2018  | 2019  | 2020  |
| ↘6340 | ↗6394 | ↘6286 | ↘6277 | ↗6333 | ↘6298 | ↗6314 |
| 2021  |       |       |       |       |       |       |
| ↘5046 |       |       |       |       |       |       |

## Экономика
- ОАО «Комсомольский-на-Амуре аэропорт»
- Комсомольский-на-Амуре центр организации воздушного движения филиала «Аэронавигации Дальнего Востока»
- ОАО «Передвижная механизированная колонна-83»
- Муниципальное унитарное предприятие «Коммунальные электрические сети»
- Филиал центрального отделения Сбербанка России

## Транспорт
Село Хурба — населённый пункт с хорошо развитой транспортной схемой. Имеется автобусное, железнодорожное и воздушное сообщение.
Общая протяжённость улично-дорожной сети составляет более 27 км, в том числе в асфальтном покрытии - 6,2 км.
Через территорию сельского поселения проходят железнодорожная магистраль Хабаровск — Комсомольск-на-Амуре и автодорога с автобусным сообщением Амурск — Комсомольск-на-Амуре.

## Галерея
| - На въезде | - Аэропорт | - Окрестности Хурбы |
| ----------- | ---------- | ------------------- |